# Улица Белы Куна
Улица Бе́лы Ку́на — одна из улиц Фрунзенского района Санкт-Петербурга. Проходит от улицы Турку до Цимбалинского путепровода (Цимбалинского моста), который соединяет её с улицей Цимбалина.

## История
Названа в 1964 году именем коммунистического политического деятеля Белы Куна. Первоначально название улицы звучало как Бела Куна, а впоследствии было изменено в соответствии с нормами русского языка. Улица прокладывалась в начале 1960-х годов по территории посёлка им. Шаумяна и полям совхоза «Ударник».
В доме 6 по улице Белы Куна проживал Дмитрий Медведев.
В 2011 году инициативная группа местных жителей начала кампанию по переименованию улицы, возражая против увековечивания памяти Белы Куна как организатора террора в Крыму в 1920 году. Предлагалось переименовать её в Международную, Буданова или Перельмана. На сайте администрации Фрунзенского района был помещён соответствующий опрос граждан. Но власти не поддержали инициативу по переименованию.

## Расположение

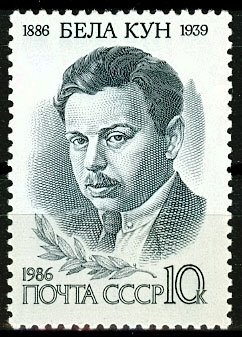
Бела Кун на советской марке 1986 года

Улица Белы Куна пересекает или граничит со следующими проспектами, улицами, площадями и проездами:
- Будапештская улица и улица Турку — улица Белы Куна продолжается на запад улицей Турку
- Бухарестская улица — пересечение
- Пражская улица — пересечение
- Софийская улица — пересечение
- Улица Белы Куна продолжается на восток улицей Цимбалина
- Цимбалинский путепровод соединяет два района: Фрунзенский (улица Белы Куна) и Невский (улица Цимбалина)

## Общественный транспорт
Станция метро «Международная» открылась по адресу улица Белы Куна, дом 3 днём 28 декабря 2012 года. Наземный вестибюль располагается в районе пересечения Бухарестской улицы и улицы Белы Куна, на первом этаже одноимённого торгового центра.
- Пересечение улиц Белы Куна, Турку и Будапештской: автобусы (12, 31, 59, 74, 95, 159), троллейбусы (35, 36, 39) и маршрутка «ТРЦ РИО — метро Международная».
- Пересечение улиц Белы Куна и Бухарестской: автобусы (12, 31, 54, 91, 95, 856), троллейбусы (35, 36), трамваи (25, 43, 45, 49) и маршрутка «ТРЦ РИО — метро Международная».
- Пересечение улиц Белы Куна и Пражской: автобусы (12, 31, 57, 91, 95, 116) и троллейбусы (36, 42).
- Пересечение улиц Белы Куна и Софийской (Софийская площадь): автобусы (12, 31, 91, 95, 116, 117, 141) и троллейбус (35).

Также неподалёку от Цимбалинского моста расположена платформа «Фарфоровская» Октябрьской железной дороги.

## Объекты
По адресу — улица Белы Куна, д. 1 к. 1, д. 1 к. 2, д. 1 к. 3 — находится жилой комплекс «Международный», получивший свое название от расположенной поблизости одноимённой станции метро, состоящий из трех 25-этажных башен-близнецов и сданный во 2 квартале 2014 года.